# Akce R
Akce R (Rehoľníčky) se odehrála 29. srpna 1950 a znamenala začátek plánované likvidace ženských řeholí na Slovensku. V třech etapách této akce soustředily policejní orgány všechny řeholnice na Slovensku. Cílem akce bylo zastavení činnosti řeholních řádů v Československu (v českých zemích proběhla obdobná akce pod názvem Akce Ř) a likvidace jejich vlivu na veřejný život.

## Průběh akce
Ve dvou vlnách tak bylo soustředěno asi 4 000 řeholních sester. V dalších etapách bylo 2 000 řeholnic přesunuto do těžkého průmyslu. Začátkem roku 1951 bylo naplánováno snížení počtu nemocnic a ústavů, v kterých ještě roku 1950 pracovalo téměř 10 000 řeholnic. Administrativní cesou byly činěny překážky k přijímání nových členek řeholních řádů, v létě roku 1952 byly internovány představené ženských řeholí. Akce měla být dokončena zrušením řádů a kongregací, ale akce byla odvolána a režim přistoupil k postupnému vytlačení řeholnic ze společnosti.

## Následky
Výsledkem akce bylo zrušení všech ženských klášterů. Do roku 1960 zůstaly jen řeholní sestry, které pracovaly jako ošetřovatelky v nemocnicích, protože za ně neměl režim žádnou náhradu. Akce R zasáhla mj. kláštery sester uršulek, které působily jako učitelky. Byly vyvezeny do sběrných klášterů v Dolních Semerovcích a v Modre, kde byly nuceny vykonávat práce v zemědělství. Roku 1951 byly vyvezeny do českého pohraničí na práce ve vlhkém prostředí v textilních továrnách. Později působily jako ošetřovatelky v ústavech sociální péče u těžce handicapovaných lidí, protože o tuto práci neměly civilní ošetřovatelky zájem. Na Slovensko se mohly vrátit až po roce 1989.